# Yu Yu Myint Thanová
Yu Yu Myint Thanová (nepřechýleně Yu Yu Myint Than; * 18. ledna 1984, Rangún, Myanmar) je myanmarská dokumentární fotografka. Je manažerkou neziskové organizace Myanmar Deitta, galerie, která propaguje místní umělecké a dokumentární fotografy, filmaře a multimediální producenty. Během své kariéry získala stipendia a ocenění z Bali, Jižní Koreje, Malajsie, Rangún, Bangkoku, New Yorku a Kambodže. V roce 2018 Yu Yu spoluzaložila Thuma Collective, organizaci, která se snaží rozšířit schopnost vizuálních umělkyň z Myanmaru vyjádřit se a profesně se rozvíjet. Velká část její práce se zabývá náboženskými a ženskými problémy.

## Raný život
Yu Yu Myint Thanová se o fotografii začala zajímat v roce 2009 během studií pedagogického směru v Hongkongu. Po návratu do Myanmaru začala navštěvovat fotografické workshopy a nakonec hledala práci jako profesionální fotografka. 

## Kariéra
V roce 2014 Yu Yu získala místo na tříměsíčním fotografickém workshopu na téma Meiktila.  Práce, které vytvořila během workshopu, se zaměřila na pozitivní spojení mezi buddhistickými a muslimskými obyvateli.
Později v roce 2014 Yu Yu opustila svou práci učitelky a začala pracovat jako fotoreportérka pro noviny Myanmar Times se sídlem v Yangonu. Začala přijímat zakázkové a osobní fotografické projekty a řídila „nejaktivnější fotografickou galerii Myanmaru“, Myanmar Deitta.  Deitta je pálijské slovo, které znamená „před očima“. Jde o neziskovou organizaci, jejímž cílem je propagace místních dokumentárních fotografů, filmařů a multimediálních umělců.  Velká část její následné práce zdůrazňovala ženy a náboženství.  V prosinci 2018 Yu Yu vedla vzdělávací oddělení Myanmar Deitta se zodpovědností za workshopy a semináře. Objevila se v mnoha článcích o své práci.
V roce 2015 získala Yu Yu cenu Zlatý šátek, což je každoroční ocenění udělované fotografce, jejíž práce, přístup a píle nejvíce ztělesňují "ducha Foundry". V té době byla považována za jedinou profesionální fotografku původem z Myanmaru. 
Dne 15. října 2017 Yu Yu spoluzaložila spolek Thuma Collective v Myanmar Deitta, fotografický kolektiv složený z pěti myanmarských fotografek. Název kolektivu byl vybrán proto, že thuma je barmsky „ona“.  Posláním kolektivu je „propagovat praxi vizuálního vyprávění, zesilovat hlasy očima žen a inspirovat a povzbuzovat ženy, které se zajímají o fotografii, aby ji používaly jako jazyk k vyprávění příběhů a zapojování se do svého světa.“ Fotografický průmysl v Myanmaru je v drtivé většině mužská záležitost. 
Od 19. října do 4. listopadu 2017 Yu Yu uspořádala v Myanmar Deitta výstavu zaměřenou na zkušenosti San Kay Khine, dívky z volebního obvodu Kawmhu státní poradkyně Aun Schan Su Ťij. San Kay Khine byla držena proti své vůli ve známém krejčovství v Yangonu, nucena pracovat bez mzdy a mučena. V roce 2016 byla zachráněna. Místo aby se Yu Yu soustředila na fyzické jizvy dívky, jako většina mediálních fotografů, cestovala do rodného města Khineina, aby pořídila sérii snímků zachycujících její „vzpomínky, traumata, touhy a sny“.
Yu Yu tvrdila, že největší výzvou pro její práci byly nedostatečné investice do umělecké fotografie před šafránovou revolucí v roce 2007 a diskriminace žen v Myanmaru.  Je zapojena do dlouhodobého osobního projektu vyšetřujícího obchodování s lidmi, ke kterému dochází mezi Myanmarem a Čínou. 
Yu Yu získala stipendia a ocenění z Bali, Jižní Koreje, Malajsie, Yangonu, Bangkoku, New Yorku a Kambodže.  V roce 2017 se stala členkou programu Fotografie a sociální spravedlnost Nadace Magnum. V roce 2018 byla první osobou, která získala stipendium Angus McDonald Photography Scholarship, spolupráce mezi Myanmar Deitta a mezinárodní fotografickou divizí Pathshala South Asian Media Institute. Stipendium financovalo její studium po dobu šesti měsíců v Dháce v Bangladéši. Po návratu do Yangonu vedla workshopy o dokumentární fotografii. 